# (14189) Sèvre
(14189) Sèvre (1998 XB14) – planetoida z pasa głównego asteroid okrążająca Słońce w ciągu 4,5 lat w średniej odległości 2,73 j.a. Odkryta 15 grudnia 1998 roku.